# Malka ben Aha
Malka ben A'ha (hébreu : רב מלכא בן רב אחא Rav Malka ben Rav A'ha) est un rabbin babylonien du VIIIe siècle.
Il assure le gaonat (direction académique) de l’école de Poumbedita de 771 à 773 EC.
Il n’est connu que par le soutien qu’il apporte à Natronaï ben Havivaï (descendant du frère d’Anan ben David), candidat au poste d’exilarque, alors que son collègue de Soura Haninaï Kahana ben Houna et les deux académies soutiennent Zakkaï ben Ahounaï, descendant des enfants nés de l’union de Boustenaï avec la princesse perse.
Après la mort de Rav Malka, Natronaï fait probablement route vers Kairouan (ou vit alors une importante communauté juive) tandis que les gueonim installent à son poste Zakkaï, légitimant ainsi sa lignée dans son poste et cette fonction.
Selon Moshe Gil, cette décision survient alors que Zakkaï a déjà régné treize ans. Elle est liée à la révolte abbasside, lorsque le contingent persan gagne provisoirement une importance accrue dans les affaires du califat. Malka ben A'ha pourrait être familialement lié à Rav Aha de Sabha, l’auteur des Sheïltot deRav Aha.